# Акуафина
Нора Лъм (на английски: Nora Lum), която е известна като Акуафина (на английски: Awkwafina), е американска актриса, рапър и комик, добила популярност с рап песента My Vag през 2012 г. в YouTube. Тя пуска дебютния си албум Yellow Ranger през 2014 г. и се появява в комедийния сериал Girl Code на Ем Ти Ви (2014 – 2015). Вторият ѝ албум In Fina We Trust е пуснат през 2018 г. Играе поддържащи роли в комедийните филми „Да разлаем съседите още веднъж“ (2016), „Бандитките на Оушън“ (2018), „Луди богаташи“ (2018) и „Джуманджи: Следващото ниво“ (2019).
Акуафина играе главна роля в трагикомичния филм „Сбогуването“ (2019), където печели наградата „Златен глобус“ за най-добра актриса в мюзикъл или комедия, като става първата жена от азиатски произход, която печели „Златен глобус“ за всяка актриса в категорията, по-късно печели и наградата „Сателит“ за най-добра актриса и е номинирана за БАФТА в категорията за изгряваща звезда и награда „Изборът на критиците“ за най-добра актриса.
Акуафина е една от създателите, сценарист и изпълнителен продуцент на поредицата „Акуафина е Нора от Куийнс“ по Comedy Central през 2020 г., като играе измислена версия за себе си. След това се появява в „Лебедова песен“ (2021), озвучава Сису в „Рая и последният дракон“ (2021) и госпожица Тарантула в „Лошите момчета“ (2022), играе Кати в супергеройския филм „Шан-Чи и легендата за десетте пръстена“ (2021).

## Биография
Акуафина е родена на 2 юни 1988 г. в Стоуни Брук, Лонг Айлънд, Ню Йорк. Започва с рапа като хоби на 13-годишна възраст.